# Pygoctenucha clitus
Pygoctenucha clitus là một loài bướm đêm thuộc phân họ Arctiinae, họ Erebidae.